# 郁久閭社崙
郁久閭 社崙（漢音：いくきゅうりょ しゃろん、拼音：Yùjiŭlǘ Shèlún、? - 410年）は、柔然の初代可汗。縕紇提の子。可汗号は丘豆伐可汗（きゅうとうはつかがん モンゴル語: жолоо барих）といい、“駕馭開張（馬を自由に使いこなし、土地を大きく開け広げる）可汗”という意味である（『北史』では豆伐可汗と表記）。

## 生涯
縕紇提の子として生まれる。
建国39年（376年）、代国が前秦に攻められ、代王の拓跋什翼犍が殺されると、西部柔然の縕紇提は匈奴鉄弗部の劉衛辰に従属して代国に背いた。これが原因で、登国6年（391年）10月、北魏となって復興した代国は縕紇提を討伐し、逃げる柔然部を追撃してその半数を捕虜とした。このとき社崙は兄弟とともに北魏に捕えられる。
登国9年（394年）、弟の曷多汗は社崙とともに部衆を率いて、父を棄てて西方に逃げた。北魏の長孫肥は軽騎兵でこれを追い、上郡の跋那山に至って曷多汗を斬り、その部衆を皆殺しにした。社崙と数人は伯父の匹候跋のもとへ逃れた。東部柔然部の匹候跋は本拠から500里離れた南の辺地に社崙を置き、四人の子に監視させた。しばらくして社崙は従者とともに匹候跋の四子を捕らえて謀反を起こし、匹候跋を襲撃した。匹候跋の諸子は残りの部衆を収めて、高車の斛律部に亡命した。社崙は兇狡で権変があったので、1か月余りで匹候跋を釈放し、諸子のもとに帰らせて、集まったところを皆殺しにしようとした。社崙は密かに挙兵して匹候跋を襲撃して殺害した。匹候跋の子の啓抜・呉頡ら15人は北魏に帰順し、道武帝は啓抜・呉頡をそれぞれ安遠将軍・平棘侯とした。社崙は匹候跋を殺害した後、北魏軍による討伐を恐れ、五原以西の諸部で略奪して、大漠（ゴビ砂漠）を北に渡り、後秦の姚興と和親を結ぶ。道武帝は材官将軍の和突を派遣して黜弗・素古延などの諸部を襲撃させた。社崙は騎兵を派遣して素古延部を救援したが、和突が迎撃して社崙の援軍を破った。
社崙は遠く漠北に逃れると高車に侵攻し、その領内に深く攻め入って、諸部を併合し、ますます凶勢を振るった。また、その西北には匈奴の余種がおり、国力は最も富強で、部帥の抜也稽は挙兵して社崙を攻撃した。社崙は頞根河で迎撃して、これを大破した。後に匈奴の余種は全て社崙に併合された。
やがて柔然は強盛となり、西は焉耆の地、東は朝鮮の地に至り、北に向かえば砂漠を渡って瀚海（バイカル湖）に行き着き、南に向かえば大磧に臨んだ。ここにおいて社崙は自らを丘豆伐可汗と号し、柔然可汗国を建国、可汗庭（首都）を敦煌・張掖の北に置いた。
天興5年（402年）12月、社崙は道武帝が姚興を征討すると聞いて、ついに国境を侵犯し、参合陂から侵入して、南は豺山および善無北沢に至った。この時、道武帝は常山王の拓跋遵を派遣し、騎兵一万で柔然軍を追わせたが、追い付かなかった。
天賜元年（404年）4月、社崙の従弟の悦代と大那らは社崙を殺害して大那を即位させようと謀った。しかし事前に発覚したので大那らは北魏に亡命した。道武帝は大那を冠軍将軍・西平侯に、悦代を越騎校尉・易陽子とした。
天賜3年（406年）4月、社崙が北魏の辺境に侵攻した。夜、北魏は兵を招集するも、柔然が去った後であった。
天賜4年（407年）、社崙は馬8千匹を後秦の姚興に献上した。
永興元年（409年）12月、社崙は再び北魏の国境を侵犯した。
永興2年（410年）1月、北魏は南平公の長孫嵩らを派遣して、柔然を討たせた。5月、長孫嵩らは砂漠に至ると引き返したが、そこを柔然に包囲されてしまう。明元帝は援軍を派遣してこれを救ったので、社崙は逃走し、道中で死去した。子の度抜はまだ幼かったので、部衆は弟の斛律を立てて藹苦蓋可汗とした。

## 参考資料
- 『魏書』（列伝第九十一 蠕蠕）
- 『北史』（列伝第八十六 蠕蠕）
- 内田吟風『北アジア史研究 鮮卑柔然突厥篇』（同朋舎出版、1975年、ISBN 4810406261）